# Pieter Ferdinand Roose

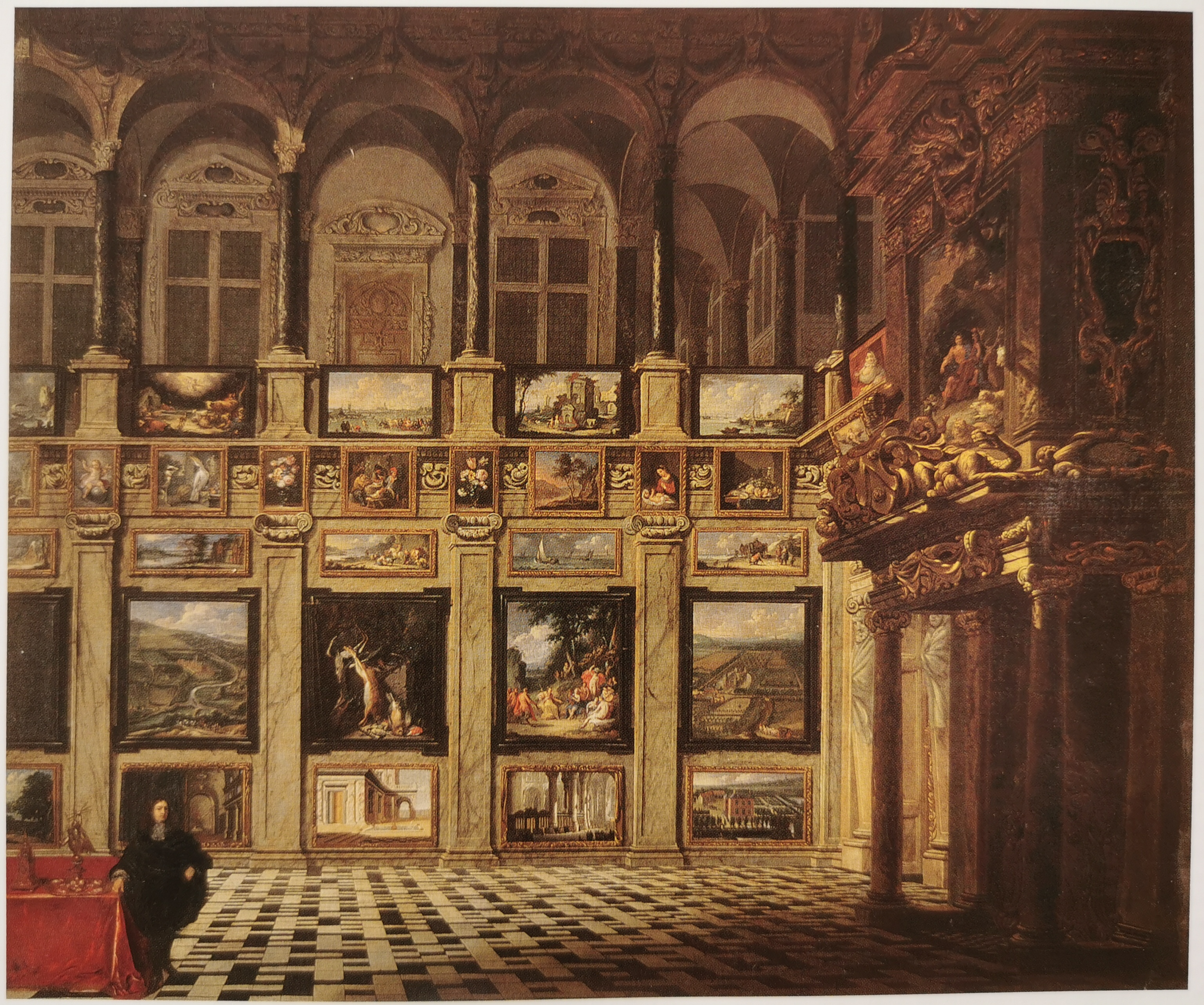
Pieter Ferdinand Roose in het Granvellepaleis bij schilderijen van zijn landgoederen: Ham, Froidmont, Bouchout en Monplaisir

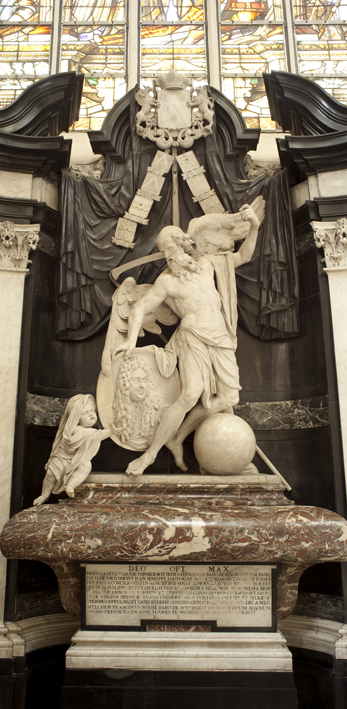
Praalgraf van Roose door Jan Pieter van Baurscheidt de Oudere (1706)

Pieter Ferdinand Roose, baron van Bouchout (Antwerpen, 1631 – 10 december 1700) was een Zuid-Nederlands edelman die zetelde in de Raad van Brabant.

## Leven
Ferdinand was de zesde zoon van Antwerps burgemeester Jan Roose (1586-1641) en Anna Fredericx. Zijn oom en peetvader was de machtige Pieter Roose (1584-1673).
Op 1 januari 1664 werd Ferdinand Roose benoemd tot gewoon raadsheer in de Raad van Brabant.
Hij was de universele erfgenaam van Pieter Roose. Daardoor verwierf hij een grote collectie kunst en antiquiteiten, naast diverse landgoederen: het Granvellepaleis in Brussel en de kastelen van Froidmont en Ham. Zelf verwierf hij in 1678 het kasteel van Bouchout, dat in 1683 tot baronie werd verheven. Buiten Brussel liet hij het lustslot Monplaisir optrekken.
Roose stierf kinderloos en kreeg een praalgraf in de Sint-Goedelekerk. Zijn nalatenschap deed hij toevallen aan zijn achterneef Melchior (1688-1745).

## Voetnoten
1. ↑  Danielle Maufort, "Antwerpse kunstkamers en hun opdrachtgevers: Pierre Roose en Cornelis de Bie. Nieuwe archivalische gegevens" in: HistoriANT 2021-9. Jaarboek voor Antwerpse geschiedenis, 2021, p. 114
2. ↑  Jean-Pierre de Caluwé, "Cadrans solaires aujourd'hui disparus de Bruxelles et environs", in: Brusselse Cahiers, 2016, XLVIII, p. 327-351. DOI:10.3917/brux.048.0327